# 三圣寺
39°18′17″N 113°34′57″E / 39.30472°N 113.58250°E
三圣寺位于中国山西省繁峙县砂河镇西沿口村，2006年被列为第六批全国重点文物保护单位。
三圣寺始建年代不详，现存建筑为金至清所建。寺坐北朝南，分前后两院，前院有山门、钟楼、鼓楼、过殿（地藏殿）、东西配殿，后院有大雄宝殿、东西配殿和禅房。西侧为五谷神庙和奶奶庙。大雄宝殿为金代遗构，地藏殿重建于明弘治八年，其它建筑为清代所建。大雄宝殿面阔三间，进深六椽，单檐歇山顶，斗栱为五铺作单抄单下昂、重栱计心造。